# جردون براون (بازیکن فوتبال، زاده ۱۹۹۴)
جردون براون (انگلیسی: Jordon Brown؛ زادهٔ ۱۰ فوریهٔ ۱۹۹۴) بازیکن فوتبال است.